# Джиммі Моралес
Джеймс Ернесто Моралес Кабрера (ісп. James Ernesto Morales Cabrera; нар. 18 березня 1969, Гватемала) — гватемальський актор, письменник, продюсер, режисер і політик. Генеральний секретар правої націоналістичної партії Фронт національної конвергенції. Кандидат у президенти Гватемали, зайняв перше місце у першому турі виборів 6 вересня 2015. 25 жовтня 2015 Джиммі Моралес здобув переконливу перемогу в другому турі президентських виборів, набравши 69 % голосів. Його суперниця Сандра Торрес отримала 30 % голосів і визнала свою поразку. Вибори пройшли в спокійній обстановці, проте явка виявилася невисокою, в районі 30 %. У списки виборців було внесено близько 7,5 млн осіб. 14 січня 2016 року зайняв посаду президента Гватемали.

## Життєпис
Моралес народився у бідній сім'ї, євангельський християнин. Він навчався в Університеті Сан-Карлос, викладав на юридичному та економічному факультетах університету.
Ставши президентом Гватемали 60 % своєї зарплати віддав на благодійність. Близько 5,2 тисяч доларів він виділив на музей та церкви в місті Комалапа, реконструкцію внутрішньої гавані в місті Чамперіко та Фонд у депортаменті Петен і школа. На власне життя він залишив лише 40 % його зарплатні (3,5 тисяч доларів).
Експосол Канади в Україні Ващук 22 листопада 2020 заявив, що під час свого президентства Д. Моралес він повернув владу олігархам і видворив антикорупціонерів з країни.